# Oceania Nations Cup 2011
Oceania Handball Nations Cup 2011, var det tredje officielle oceaniske håndboldmesterskab for damer. Det blev afholdt fra den 28.-29. maj, 2011 i New Zealand. Det fungerer også som kvalifikationsturnering til VM 2011.
Australien og New Zealand skal spillede i to kampe, for at afgøre vinderen.

## Oversigt
| Hold 1     | AGG.  | Hold 2      | 1. kamp | 2. kamp |
| ---------- | ----- | ----------- | ------- | ------- |
| Australien | 28-47 | New Zealand | 13-22   | 15-25   |

## Kamp 1
| 28. maj 2011 17:00 (UTC+13) | New Zealand | 13-22  | Australien |  |
| 28. maj 2011 17:00 (UTC+13) | Odermatt 6 | (5-11) | Potocki 8  |  |
| 28. maj 2011 17:00 (UTC+13) | www.handballaustralia.org.au/National%20Women%20Team%20Pages/2011/2011%20WWCQ/Reports/2011%20WWCQ%20Reports%20vs%20NZ%20Match%20One.htm |        |            |  |

## Kamp 2
| 29. maj 2011 17:00 (UTC+13) | Australien | 25-15  | New Zealand |  |
| 29. maj 2011 17:00 (UTC+13) | Potocki 6 | (11-7) | Winitana 5  |  |
| 29. maj 2011 17:00 (UTC+13) | www.handballaustralia.org.au/National%20Women%20Team%20Pages/2011/2011%20WWCQ/Reports/2011%20WWCQ%20Reports%20vs%20NZ%20Match%20Two.htm |        |             |  |